# HVC in het seizoen 1971/72
Het seizoen 1971/1972 was het 18e jaar in het bestaan van de Amersfoortse betaaldvoetbalclub HVC. De club kwam uit in de Eerste divisie en eindigde daarin op de negende plaats.

## Wedstrijdstatistieken

### Eerste divisie
|       | AZ '67 | Blauw-Wit | SC Cambuur | D.F.C. | Eindhoven | Fortuna Vlaardingen | Fortuna SC | De Graafschap | Haarlem | Heerenveen | Helmond Sport | Heracles | PEC Zwolle | Roda JC | SVV   | Veendam | De Volewijckers | FC VVV | Wageningen | Willem II |
| ----- | ------ | --------- | ---------- | ------ | --------- | ------------------- | ---------- | ------------- | ------- | ---------- | ------------- | -------- | ---------- | ------- | ----- | ------- | --------------- | ------ | ---------- | --------- |
| Thuis | 0 – 0  | 2 – 0     | 3 – 1      | 1 – 1  | 1 – 1     | 1 – 1               | 0 – 0      | 2 – 2         | 1 – 0   | 1 – 1      | 0 – 0         | 2 – 1    | 1 – 1      | 0 – 2   | 3 – 2 | 1 – 0   | 3 – 2           | 2 – 0  | 1 – 1      | 0 – 2     |
| Uit   | 1 – 0  | 0 – 2     | 1 – 1      | 1 – 3  | 3 – 2     | 0 – 1               | 0 – 2      | 5 – 1         | 2 – 0   | 2 – 0      | 0 – 1         | 2 – 0    | 2 – 0      | 1 – 1   | 4 – 1 | 0 – 0   | 0 – 2           | 1 – 0  | 3 – 1      | 2 – 0     |

## Statistieken HVC 1971/1972

### Eindstand HVC in de Nederlandse Eerste divisie 1971 / 1972
| Stand | Gespeeld | Gewonnen | Gelijk | Verloren | Punten | Doelpunten voor | Doelpunten tegen |
| ----- | -------- | -------- | ------ | -------- | ------ | --------------- | ---------------- |
| 9e    | 40       | 14       | 13     | 13       | 41     | 43              | 48               |

### Topscorers
| Competitie \| # \| Naam \| \| \| -------------------- \| --------------- \| -- \| \| 1. \| Dick Teunissen \| 9 \| \| 2. \| Joop van Maurik \| 8 \| \| 3. \| Bert Middelkoop \| 5 \| \| 4. \| Aart Gerritsen \| 3 \| \| 4. \| Serry Nieuwhoff \| 3 \| \| 4. \| Bennie Roode \| 3 \| \| 4. \| Jan Witzand \| 3 \| \| 8. \| Ruud Maas \| 2 \| \| 8. \| Co Willigenburg \| 2 \| \| 10. \| Fred Liefveld \| 1 \| \| 10. \| Ton van Loon \| 1 \| \| 10. \| Bas Peters \| 1 \| \| Onbekende doelpunten \| \| \| \| – \| Onbekend \| 2 \| \| Totaal \| Totaal \| 43 \| |                 |      |
| # | Naam            | Goal |
| 1. | Dick Teunissen  | 9    |
| 2. | Joop van Maurik | 8    |
| 3. | Bert Middelkoop | 5    |
| 4. | Aart Gerritsen  | 3    |
| 4. | Serry Nieuwhoff | 3    |
| 4. | Bennie Roode    | 3    |
| 4. | Jan Witzand     | 3    |
| 8. | Ruud Maas       | 2    |
| 8. | Co Willigenburg | 2    |
| 10. | Fred Liefveld   | 1    |
| 10. | Ton van Loon    | 1    |
| 10. | Bas Peters      | 1    |
| Onbekende doelpunten |                 |      |
| – | Onbekend        | 2    |
| Totaal | Totaal          | 43   |

## Voetnoten
AZ '67 ·
Blauw-Wit ·
SC Cambuur ·
D.F.C. ·
Eindhoven ·
Fortuna SC ·
Fortuna ·
De Graafschap ·
Haarlem ·
Heerenveen ·
Helmond Sport ·
Heracles ·
HVC ·
PEC Zwolle ·
Roda JC ·
SVV ·
Veendam ·
De Volewijckers ·
FC VVV ·
Wageningen ·
Willem II ·